# District de Perpignan
Le district de Perpignan est une ancienne division administrative française du département des Pyrénées-Orientales de 1790 à 1795.

## Création
Le 9 février 1790, l'Assemblée nationale constituante prit un décret particulier relatif au département de la province de Roussillon et à sa subdivision en districts.
Le 26 février 1790, elle prit un décret général relatif à la division de la France en quatre-vingt-trois départements.
Sanctionné par le Louis XVI, par lettre-patente du 4 mars suivant, il devint la loi des 26 février = 4 mars 1790.
L'article 65 de son titre II : Division du Royaume, était ainsi rédigé : « Pyrénées-Orientales. — L'assemblée de ce département se tiendra à Perpignan. Il est divisé en trois districts, dont les chefs-lieux sont : Perpignan, Céret, Prades ».

## Subdivisions
Le district de Perpignan était subdivisé en dix cantons, savoir :
1. Le canton de Caudiès[2], comprenant les cinq municipalités de Caudiès[Cass 1], Fenouillet, Fosse, Prugnanes et Vira
2. Le canton d'Elne[3], comprenant les dix-huit municipalités d'Alénya, Bages, Brouilla, Cabestany, Canet, Canohès, Corneilla-del-Vercol, Elne[Cass 2], Latour-Bas-Elne, Montescot, Ortaffa, Pollestres, Ponteilla, Saint-Cyprien, Saint-Jean-Lasseille, Saint-Nazaire, Théza et Villeneuve-de-la-Raho
3. Le canton d'Estagel[4], créé vers 1793 et comprenant les cinq municipalités de Cases-de-Pène, Estagel[Cass 3], Montner, Tautavel et Vingrau
4. Le canton de La Tour[5], comprenant les huit municipalités de Bélesta, Caramany, Cassagnes, Lansac, Latour-de-France[Cass 4], Montalba, Planèzes et Rasiguères
5. Le canton de Millas[6], comprenant les six municipalités de Corbère, Millas[Cass 5], Néfiach, Saint-Féliu-d'Amont, Saint-Féliu-d'Avall et Le Soler
6. Le canton de Perpignan[7], ne comprenant que la municipalité de Perpignan[Cass 6]
7. Le canton de Pézilla[8], comprenant les sept municipalités de Baho, Baixas, Calce, Corneilla-la-Rivière, Pézilla-la-Rivière[Cass 7], Saint-Estève et Villeneuve-la-Rivière
8. Le canton de Rivesaltes[9], comprenant onze municipalités à sa création, puis six après création du canton d'Estagel : Espira-de-l'Agly, Opoul, Périllos, Peyrestortes, Rivesaltes[Cass 8] et Salses
9. Le canton de Saint-Laurent-de-la-Salanque[10], comprenant les huit municipalités de Bompas, Claira, Pia, Saint-Hippolyte, Saint-Laurent-de-la-Salanque[Cass 9], Sainte-Marie, Torreilles et Villelongue-de-la-Salanque
10. Le canton de Saint Paul[11], comprenant les six municipalités d'Ansignan, Lesquerde, Maury, Saint-Arnac, Saint-Martin-de-Fenouillet et Saint-Paul[Cass 10]